# Kleine Emme
Die Kleine Emme ist ein rund 36 Kilometer langer linker Nebenfluss der Reuss im Schweizer Kanton Luzern. Sie entsteht durch den Zusammenfluss von Waldemme und Weissemme (Wissemme) bei Schüpfheim, durchfliesst das Entlebuch und mündet zwischen Luzern und Emmen in die Reuss. Zusammen mit der Waldemme beträgt ihre Länge 59,5 km, ihr Einzugsgebiet misst rund 478 km², und ihr mittlerer Abfluss beträgt 15,5 m³/s.

## Name
Der Fluss tritt 1363 erstmals urkundlich in Erscheinung (die usernd Emmen). Der Gewässername geht wohl auf das gallisch-keltische Wort amjā (= Begiessung) zurück.

## Geographie

### Quellflüsse
Die Kleine Emme entsteht durch den Zusammenfluss des linken Quellflusses Weissemme und des rechten Quellflusses Waldemme auf 727 m ü. M. bei Bad in der Gemeinde Schüpfheim. Die längere Waldemme besitzt hier ein Einzugsgebiet von 115 km², während das der Wissemme nur 29,2 km² misst.

### Verlauf
Die Kleine Emme  fliesst zunächst nach Nordnordosten durch das breite, offene Tal des Entlebuchs und trennt dabei im Mittelteil das Hügelland des Napf im Nordwesten von den Voralpen im Südosten. Der untere Teil dieses Abschnitts ist teilweise wieder schluchtartig in die Nagelfluh und Sandsteine der Region eingeschnitten. Bei Wolhusen vollzieht die Kleine Emme einen scharfen Knick nach Osten und fliesst nun parallel zur Pilatuskette, wobei sich das Tal allmählich öffnet und ab Malters eine rund 1 km breite, ebene Talsohle bildet. Rund 2 km nordwestlich der Stadt Luzern mündet die Kleine Emme in die Reuss.

### Einzugsgebiet
Das 478,35 km² grosse Einzugsgebiet der Kleinen Emme liegt im Entlebuch und wird durch sie über die Reuss, die Aare und den Rhein zur Nordsee entwässert.
Es besteht zu 41,7 % aus bestockter Fläche, zu 47,4 % aus Landwirtschaftsfläche, zu 4,7 % aus Siedlungsfläche und zu 6,1 % aus unproduktiven Flächen.
Die Flächenverteilung
Die mittlere Höhe des Einzugsgebietes beträgt 1055 m ü. M., die minimale Höhe liegt bei 426 m ü. M. und die maximale Höhe bei 2327 m ü. M.

### Zuflüsse
Die bedeutendsten Nebenflüsse von rechts aus den Voralpen sind die Grosse Entlen, welche beim Ort Entlebuch mündet, sowie der Rümlig. Das Wasser aus dem östlichen Napfgebiet sammelt die Grosse Fontanne und führt es der Kleinen Emme südlich von Wolhusen zu. Weitere grössere Zuflüsse sind der Bielbach und der Ränggbach.
Quellflüsse und Zuflüsse der Kleinen Emme ab 5 km Länge
Quellflüsse und Zuflüsse der Kleinen Emme ab einem Einzugsgebiet über 20 km²
| Name                  | GKZ      | Lage   | Länge in km | EZG in km² | MQ in m³/s | Mündung Koordinaten                           | Mündungshöhe in m | Bemerkungen                                                |
| --------------------- | -------- | ------ | ----------- | ---------- | ---------- | --------------------------------------------- | ----------------- | ---------------------------------------------------------- |
| Waldemme              | CH000556 | rechts | 023,5000    | 0115,090   | 0004,490   | bei Badhus, Schüpfheim                        | 727,200000        | Hauptquellarm                                              |
| Weissemme             | CH000543 | links0 | 009,1000    | 0029,190   | 0000,900   | bei Badhus, Schüpfheim                        | 727,200000        | Nebenquellarm                                              |
| Blattbach             | CH002790 | links0 | 004,2000    | 0003,730   | 0000,110   | bei Chratzere, Schüpfheim                     | 717,900000        |                                                            |
| Trüebebach            | CH002789 | rechts | 002,6000    | 0001,080   |            | bei Under Trüebebach, Schüpfheim              | 711,500000        |                                                            |
| Chilenbach            | LU181150 | rechts | 002,1000    | 0000,890   |            | bei Dorf, Schüpfheim                          | 710,400000        |                                                            |
| Mannenbach            | LU181142 | links0 | 003,3000    | 0002,150   |            | bei Bad, Schüpfheim                           | 707,300000        | Alternativname: Manebach                                   |
| Rohrgraben            | CH002788 | links0 | 002,1000    | 0001,250   |            | bei Roormoos, Schüpfheim                      | 705,800000        |                                                            |
| Siggenhusenbach       | LU181153 | links0 | 001,5000    | 0001,230   |            | bei Siggehuse, Schüpfheim                     | 700,300000        |                                                            |
| Wissenbach            | LU181159 | rechts | 002,4000    | 0001,800   |            | bei Strassgade, Schüpfheim                    | 693,000000        |                                                            |
| Biberen               | CH002787 | rechts | 006,1000    | 0003,650   |            | in Hasle                                      | 679,800000        | Alternativname: Bibere                                     |
| Grosse Entlen         | CH002774 | rechts | 017,7000    | 0065,750   | 0002,600   | in Entlebuch                                  | 664,400000        | Unterlaufname: Entlen                                      |
| Rusachergraben        | LU180895 | rechts | 002,8000    | 0001,840   |            | bei Russacher, Entlebuch                      | 657,300000        |                                                            |
| Widenbach             | LU180890 | links0 | 001,4000    |            |            | bei Unterwiden, Doppleschwand                 | 649,700000        |                                                            |
| Grabenbach            | LU180894 | links0 | 000,8000    |            |            | bei Moos, Doppleschwand                       | 634,300000        |                                                            |
| Kapellgraben          | CH002763 | rechts | 002,4000    | 0001,940   |            | bei Zeug, Entlebuch                           | 622,400000        |                                                            |
| Baumgartenbach        | LU180908 | rechts | 001,5000    |            |            | bei Schintbühl, Ebnet                         | 610,900000        |                                                            |
| Mülibach              | LU180914 | rechts | 002,3000    | 0001,930   |            | bei Schächli, Ebnet                           | 608,200000        |                                                            |
| Tobelbächli           | LU180911 | rechts | 000,9000    |            |            | bei Stockmättili, Ebnet                       | 600,000000        |                                                            |
| Grosse Fontanne       | CH000481 | links0 | 014,9000    | 0062,590   | 0001,580   | bei Burgmatt, Doppleschwand                   | 594,300000        | Alternativname: Grosse Fontannen Unterlaufname: Fontanne   |
| Staldenbach           | CH002762 | rechts | 002,7000    | 0002,190   |            | bei Ober Chappelboden, Werthenstein           | 592,600000        | Alternativname: Sagelibach                                 |
| Schwanderholzwaldbach | LU180716 | rechts | 001,3000    | 0001,000   |            | bei Rosseischür, Wolhusen                     | 588,900000        |                                                            |
| Strälhüslibach        | LU180719 | rechts | 001,3000    | 0000,840   |            | bei Mäderslehn, Wolhusen                      | 581,400000        |                                                            |
| Badtobelbach          | LU180727 | links0 | 001,4000    | 0000,840   |            | bei Oberbad, Wolhusen                         | 578,300000        |                                                            |
| Ämserenbach           | LU180726 | rechts | 000,5000    | 0000,840   |            | bei Sandmätteli, Wolhusen                     | 577,500000        |                                                            |
| Stampfigraben         | CH002761 | links0 | 002,3000    | 0001,690   |            | bei Emsern, Wolhusen                          | 574,400000        |                                                            |
| Wiggere               | CH002760 | links0 | 006,5000    | 0007,650   |            | in Wolhusen                                   | 564,800000        | Alternativname: Mühlekanal                                 |
| Schwarzenbach         | LU180636 | links0 | 001,0000    | 0001,470   |            | bei Walferdingen, Wolhusen                    | 553,200000        |                                                            |
| Sulzigtobelbach       | CH002758 | rechts | 004,2000    | 0002,190   |            | bei Sandbode, Werthenstein                    | 544,800000        |                                                            |
| Bielbach              | CH000440 | links0 | 009,8000    | 0023,190   | 0000,480   | in Werthenstein                               | 544,000000        |                                                            |
| Stäubligbach          | CH005721 | links0 | 003,8000    | 0002,930   |            | bei Rütmatt, Werthenstein                     | 533,800000        |                                                            |
| Namenloser Bach       | LU180603 | rechts | 000,9000    | 0000,390   |            | bei Neulangnau, Schachen                      | 518,800000        |                                                            |
| Stampflibach          | LU180602 | rechts | 001,5000    |            |            | bei Schachenweid, Schachen                    | 513,900000        |                                                            |
| Rümlig                | CH000706 | rechts | 020,0000    | 0064,590   | 0002,040   | bei Schachen                                  | 509,600000        |                                                            |
| Chesselbach           | CH002743 | rechts | 003,0000    | 0002,990   |            | bei Ettisbühl, Malters                        | 503,500000        |                                                            |
| Chellenbach           | LU180346 | rechts | 001,4000    | 0001,320   |            | bei Neumatt, Malters                          | 495,100000        | Alternativname: Neumattenbach                              |
| Dangelbach            | LU180340 | rechts | 002,0000    | 0001,370   |            | bei Schache, Malters                          | 489,700000        |                                                            |
| Mühlekanal            | CH002741 | rechts | 002,1000    |            |            | in Malters                                    | 481,400000        | Alternativname: Kellerhofbach                              |
| Fuchsmättlibach       | LU180334 | rechts | 001,4000    |            |            | bei Schache, Malters                          | 478,900000        |                                                            |
| Haselholzbach         | LU180332 | rechts | 001,9000    |            |            | bei Haselholz, Malters                        | 478,900000        |                                                            |
| Witentorbach          | CH002738 | links0 | 002,7000    | 0002,100   |            | bei Witenthor, Malters                        | 476,500000        | Alternativnamen: Witenthorbach, Witetorbach, Winerhornbach |
| Stegmättlibach        | LU180329 | rechts | 001,8000    |            |            | bei Stegmättli, Malters                       | 474,200000        |                                                            |
| Moosgraben            | LU180324 | rechts | 003,1000    | 0002,730   |            | bei Breitschache, Malters                     | 461,500000        |                                                            |
| Ränggbach             | CH005717 | rechts | 007,2000    | 0012,400   | 0000,350   | vor Littau                                    | 461,000000        | Alternativname: Renggbach                                  |
| Schachenkanal         | CH002736 | links0 | 002,4000    |            |            | bei Littau                                    | 450,500000        | Alternativname: Sagibach                                   |
| Emmenweidkanal        | CH002735 | links0 | 001,3000    |            |            | bei Emmenweid, Emmenbrücke                    | 436,800000        | Alternativname: Àmmeweidkanal                              |
| Kleine Emme           |          |        | 036,0000    | 0478,350   | 0015,500   | beim Reusszopf, nordwestlich der Stadt Luzern | 430,000000        | Mündet in die Reuss                                        |

Anmerkungen zur Tabelle
1. ↑  Von der Quelle zur Mündung. Daten von Swisstopo (map.geo.admin.ch) und Geoportal Luzern (geo.lu.ch)
2. ↑  Die Daten der Kleinen Emme zum Vergleich

## Hydrologie

### Abflussdaten
Am Pegel Emmen wurde über einen Zeitraum von 39 Jahren (1978–2016) die durchschnittliche Abflussmenge der Kleinen Emme berechnet.

### Hochwasser
Gefürchtet sind die Hochwasser der Kleinen Emme nach langanhaltenden Niederschlägen oder starken Gewittern hauptsächlich im Bereich zwischen Schüpfheim und Wolhusen. Sie richteten immer wieder grössere Schäden an. Der Lauf der Waldemme ist in weitgehend natürlichem bis naturnahem Zustand. Im Mittellauf der Kleinen Emme waren teilweise Kanalisierungen notwendig, es gibt aber zwischen Entlebuch und Wolhusen auch längere natürliche Abschnitte mit Auen und ausgedehnten Kiesbänken. Der Unterlauf der Kleinen Emme wurde kanalisiert, um den flachen Talboden vor Überschwemmungen zu schützen.

## Brücken

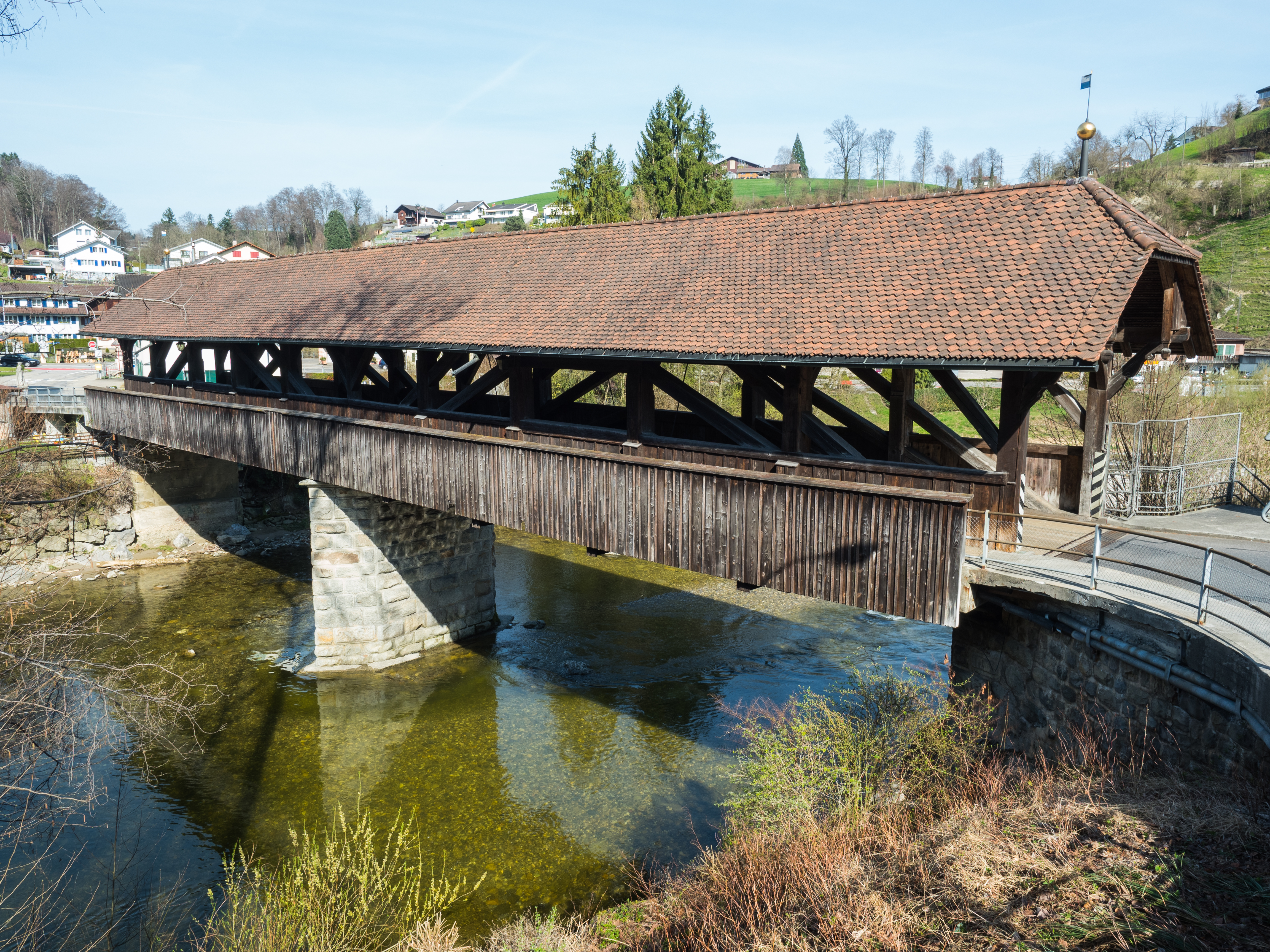
Dorfbrücke Werthenstein über die Kleine Emme

Auf ihrem Weg wird die Kleine Emme von über 40 Strassen-, Eisenbahn- und Fussgängerbrücken überspannt.
Fünf gedeckte Holzbrücken überqueren den Fluss, wobei die Grabenbrücke in Hasle (gebaut um 1782) und die Dorfbrücke in Werthenstein (gebaut 1775) schützenswerte Bauobjekte sind.
Massnahmen zum Hochwasserschutz, insbesondere die Ausweitung der Kleinen Emme mit einem zweiten Gerinne im Mündungsbereich, erforderten die Erstellung von sieben neuen Brücken in den Jahren 2013–2017, d. h. drei Strassenbrücken, zwei Eisenbahnbrücken und zwei Fussgänger- und Velobrücken.

## Besonderes
Im 18. Jahrhundert wurde in der Kleinen Emme Gold gewaschen. Heute führt zwischen Hasle und Wolhusen der Erlebnispfad Wasserweg Kleine Emme mit Schautafeln entlang dem Flusslauf.

## Bildergalerie

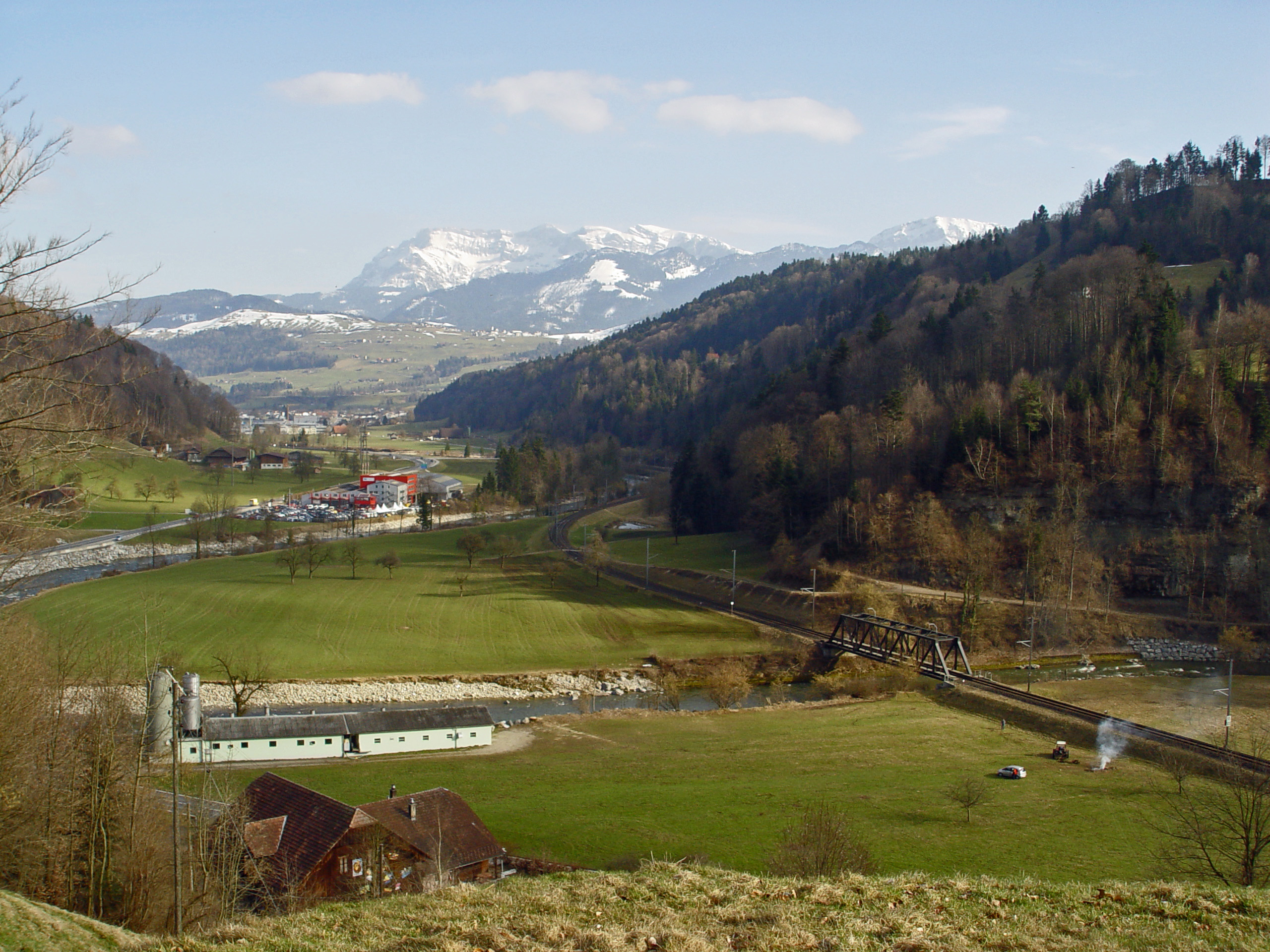
Kleine Emme; Eisenbahnbrücke bei Werthenstein
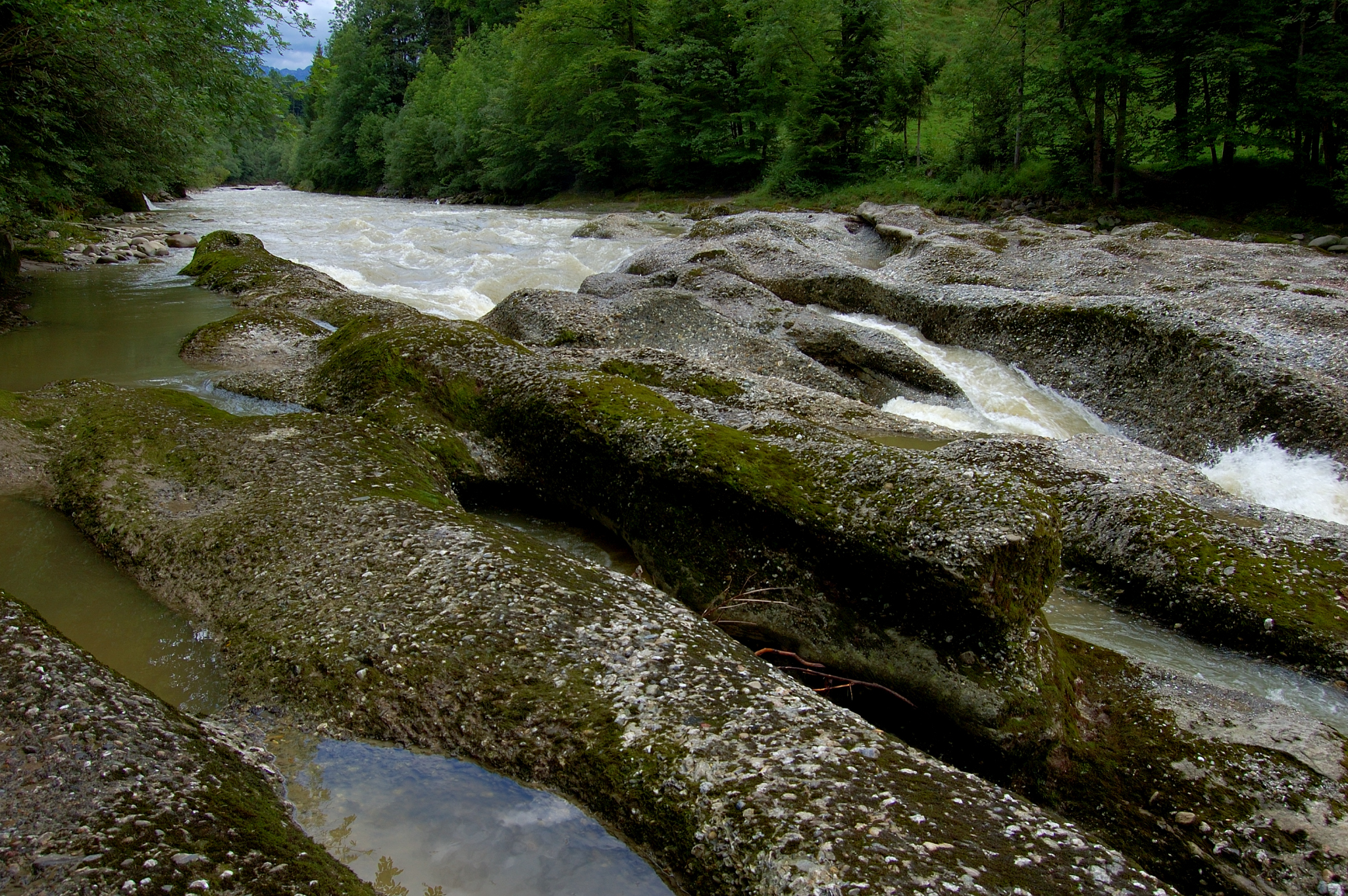
Das Chalchloch – hier hat sich die Kleine Emme einen Weg durch 10 Millionen Jahre alte Nagelfluhschichten gegraben
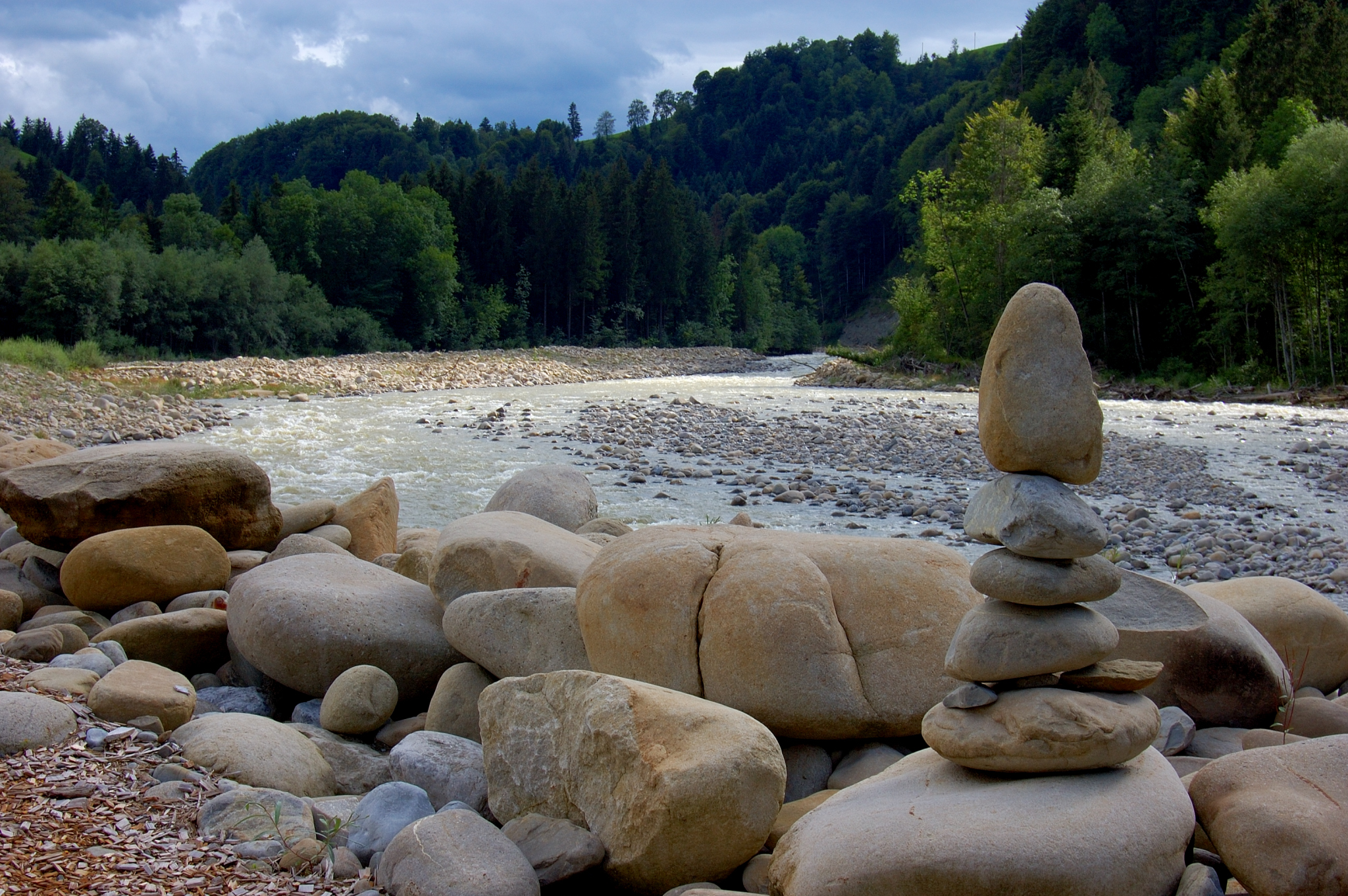
Auenlandschaft der Kleinen Emme in der Nähe von Entlebuch
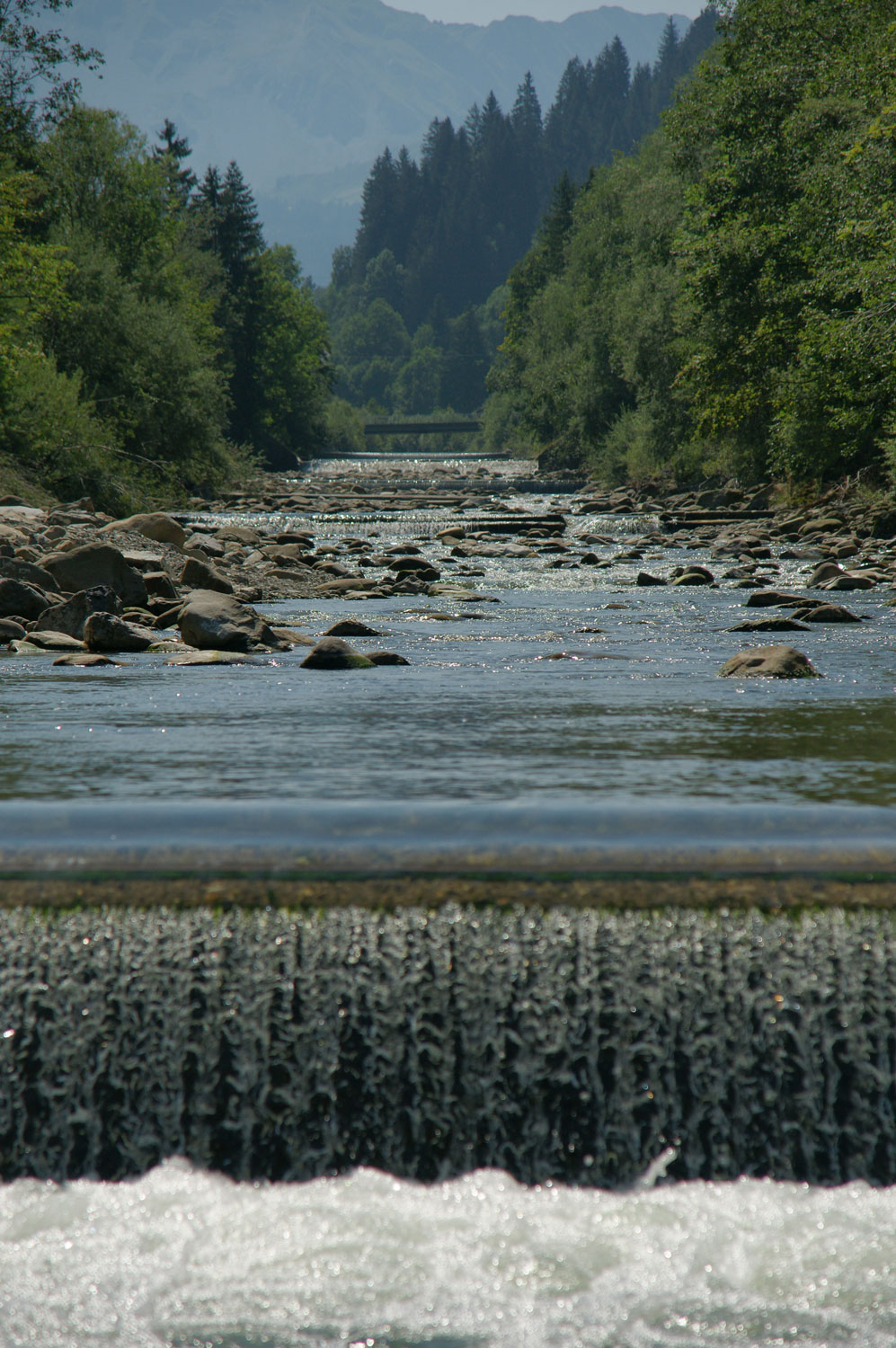
Die Waldemme unterhalb der Einmündung des Steinibach